# Litargus weyersi
Litargus weyersi es una especie de coleóptero de la familia Mycetophagidae.

## Distribución geográfica
Habita en Sumatra (Indonesia).